# Благослови зверей и детей
«Благослови зверей и детей» (англ. Bless the Beasts & Children) — художественный фильм режиссёра Стэнли Крамера, вышедший на экраны в 1971 году. Экранизация одноимённого романа Глендона Свортаута.

## Сюжет
Из летнего лагеря, от гнёта вожатых и других ребят, сбегает шестеро подростков. Желая хоть как-то противостоять несправедливости этого мира, они отправляются спасать стадо бизонов, выращенное специально для забавы охотников. Каждого из подростков тяготят личные и семейные проблемы и комплексы, но цель есть цель и добиваться её надо в любом случае.

## В ролях
- Билл Муми — Лоуренс Тефт
- Бэрри Робинс — Коттон
- Майлз Чапин — Шеккер
- Дэрел Глейсер — Гуденау
- Боб Крамер — Лалли 1-й
- Марк Ваханян — Лалли 2-й
- Джесси Уайт — Сид Шеккер
- Кен Суоффорд — Уитиз
- Дэвид Кетчам — директор лагеря

## Награды и номинации
- 1971 — участие в конкурсной программе Берлинского кинофестиваля, где лента получила приз Католического киноцентра и рекомендацию Interfilm Award.
- 1972 — номинация на премию «Оскар» за лучшую оригинальную песню («Bless the Beasts & Children», авторы Перри Боткин мл. и Барри Де Ворзон, исполняет группа Carpenters).
- 1972 — номинация на премию «Грэмми» за лучший оригинальный саундтрек для кино или телевидения (Перри Боткин мл. и Барри Де Ворзон).

Фильм стал одним из лидеров в советском прокате в 1971 году.